# 351 (tal)
351 är det naturliga talet som följer 350 och som följs av 352.

## Inom vetenskapen
- 351 Yrsa, en asteroid.

## Inom matematiken
- 351 är ett udda tal
- 351 är ett sammansatt tal
- 351 är ett defekt tal
- 351 är ett triangeltal